# 甲仙化石館
甲仙化石館位於台灣高雄市甲仙區和安里，是甲仙的觀光景點之一，成立於1994年2月19日。

## 沿革
化石館於1994年2月19日正式啓用，籌辦者兼首位館長為曾德明，他是化石收集者，有些當地所發現的化石物種以他命名，如曾氏金梭魚（Sphyraena tsengi）等。
甲仙化石館主要收藏來自甲仙四德化石自然保護區等附近出土或收藏者捐贈的化石，包括以該地區命名的甲仙翁戎螺（Perotrochus chiasienus），也包括來自觸口，恆春、四溝，半屏山、大崗山等地的化石。